# Amal-Miliz

Flagge der Amal-Miliz

Die schiitische Amal-Miliz (französisch milice Amal, arabisch أفواج المقاومة اللبنانية, DMG Afwāǧ al-muqāwama al-lubnāniyya ‚Bataillone des libanesischen Widerstandes‘, deutsch auch „Amal-Bewegung“) im Libanon war der bewaffnete Arm der noch heute existierenden sozialkonservativen und schiitisch-populistischen Amal-Bewegung unter dem Vorsitz von Nabih Berri (seit 1981). أمل / Amal kann allgemein mit „Hoffnung“ übersetzt werden, ist aber gleichzeitig ein Akronym zum arabischen Namen.

## Geschichte

### Libanesischer Bürgerkrieg
Gegründet wurde die Amal-Miliz 1975 nach dem Ausbruch der ersten Phase des libanesischen Bürgerkrieges von dem schiitischen Imam Musa as-Sadr, der im August 1978 unter mysteriösen Umständen in Libyen verschwand. Das Verhältnis der Amal zu Libyens Revolutionsführer Muammar al-Gaddafi blieb seitdem gespannt.
Die Amal-Bewegung und ihre Miliz rekrutieren sich vor allem im südlichen Libanon und in Süd-Beirut. Beim durch die israelische Invasion 1982 erzwungenen Abzug der PLO aus West-Beirut übergaben die Palästinenser ihre schweren Waffen an die Amal-Miliz. Diese errang damit ein Übergewicht gegenüber der rivalisierenden im Entstehen befindlichen schiitischen Hisbollah. Vor allem die Iranische Revolution 1978 und nicht zuletzt der israelische Einmarsch 1982 führten zu einer religiösen Radikalisierung. Hieraus resultierte eine islamische Abspaltung von der AMAL, welche sich der Hisbollah anschloss.
Ein Bündnis mit der drusischen PSP von 1983 zerbrach 1986. Unter ihrem neuen prosyrischen Führer Nabih Berri änderte sich auch das Verhältnis zur vorwiegend sunnitischen PLO, offene Kämpfe brachen aus. Die PLO schloss daraufhin Bündnisse mit der Hizbollah gegen die Amal. 
Höhepunkt der Auseinandersetzungen waren die Jahre 1986–88. Überraschend hatte die kaum 700 Mann starke Miliz der Libanesischen Kommunistischen Partei die damals 12–20.000 Mann starke Amal-Miliz in West-Beirut angegriffen. Den zunächst chancenlosen Kommunisten kam die 6.000 Kämpfer umfassende Miliz des Drusenführers Walid Dschumblat zu Hilfe. In erbitterten Straßenkämpfen verlor die Amal schnell fast ganz West-Beirut. Ihre Niederlage wurde aber 1987 durch den Einmarsch syrischer Truppen in die libanesische Hauptstadt abgewendet.
Mit syrischer Hilfe versuchte die Amal, nun nicht nur West-Beirut, sondern auch Süd-Beirut zurückzugewinnen. Ihr Angriff auf die Hizbollah scheiterte; im Gegenzug eroberten die Hizbollah und ihre Verbündeten 1988 fast 90 % Süd-Beiruts, ehe syrische Truppen auch dort eingriffen, um einen Waffenstillstand zu erzwingen, den die „Schiiten-Brigade“ der libanesischen Armee unter General Jabr Lofti überwachte.
Die beiden großen schiitischen Milizen (AMAL und Hisbollah) konzentrierten im Frühjahr 1984 ihre Kräfte gemeinsam gegen die israelische Besetzung. Bis 1985 verloren die israelischen Streitkräfte 600 Soldaten. Daraufhin zog sich die IDF in den Südlibanon zurück.
Zeitgleich begann die PLO nach ihrer Vertreibung infolge der israelischen Invasion, erneut ihre Tätigkeit in den Lagern auszubauen. Dies führte zu einem Konflikt mit der von Syrien protegierten AMAL-Miliz. Dieser Konflikt der von 1985 bis 1987 andauerte, wird als Krieg der Lager bezeichnet. Im August 1987 eskalierte der Konflikt zwischen den Palästinensern und der AMAL-Miliz (AMAL-PLO-Konflikt). Besonders dramatisch entwickelte sich der Kampf um die von der PLO dominierten Lager Ain al-Hilweh, Mieh Mieh und Sabra und Schatila. Ebenso wie die Phalangisten griff die Amal die Lager im Zuge ihrer Kämpfe gegen die PLO mehrfach an oder blockierte diese. Bei ihrer Belagerung von Schatila hungerte und dürstete die Amal die Verteidiger mit Billigung der Syrer monatelang aus; nur einen Kilometer entfernt stationierte syrische Truppen griffen nicht ein. Am 16. Januar 1988 beendete die AMAL den Konflikt. In einer Geste des Guten Willens deklarierte Nabih Berri ein Ende der Blockaden über die drei palästinensischen Lager Schatila, Bourj el-Barajneh und Rashidieh. Hiermit sollte vor allem eine Stärkung der Ersten Intifada, die im Dezember 1987 begann, einhergehen.

### Nach dem Bürgerkrieg
Nach dem Ende des Bürgerkrieges 1991 gab die Amal ihre Waffen an die Syrer ab und söhnte sich mit der Hisbollah aus. Beide bilden seitdem gemeinsame Wahllisten, die Nabih Berri seit 1992 mehrmals den Posten des Parlamentspräsidenten sicherten.
Noch im September 1997 starben 12 israelische Soldaten bei der Verkettung eines Sprengstoffunfalls mit einem Überfall von Kämpfern der AMAL, Hisbollah und libanesischen Armee.